# NGC 3267
NGC 3267 ist eine linsenförmige Galaxie vom Hubble-Typ SB0 im Sternbild Antlia am Südsternhimmel. Sie ist schätzungsweise 156 Millionen Lichtjahre von der Milchstraße entfernt, hat einen Durchmesser von etwa 80.000 Lj und ist Mitglied des Antlia-Galaxienhaufens welcher wiederum dem Hydra-Centaurus-Superhaufen angehört.
Im selben Himmelsareal befinden sich u. a. die Galaxien NGC 3260, NGC 3268, NGC 3269, NGC 3271.
Das Objekt wurde  am 18. April 1835 vom britischen Astronomen John Herschel entdeckt.